# 扬·帕尔达维
扬·帕尔达维（1971年9月8日—），斯洛伐克男子冰球运动员。他曾代表斯洛伐克参加1998年和2002年冬季奥林匹克运动会冰球比赛，分别获得第十名和第十三名。